# Житнюк, Галина Михайловна
Галина Михайловна Житнюк (30 января 1925, Пустоваровка, Киевская губерния — 16 июля 2020, Кишинёв) — советский хозяйственный, государственный и политический деятель.

## Биография
Родилась в 1925 году в селе Пустоваровка.
Образование высшее - окончила Московский текстильный институт.
С 1942 г. бухгалтер.
С 1949 года — на хозяйственной, общественной и политической работе.
В 1953 - 1962 гг. — инженер на текстильных предприятиях г.Риги и г.Кишинёва.
С 1962 г. директор Кишинёвской трикотажной фабрики «Стяуа рошие».
С 1965 г. Министр лёгкой промышленности Молдавской ССР.
Член КПСС с 1955 г. Заслуженный инженер Молдавской ССР.
Член ЦК Компартии Молдавии.
Избиралась депутатом Верховного Совета Молдавской ССР 6—11-го созывов.
Член КПСС с 1955 года. Делегат XXII съезда КПСС.
Умерла 16 июля 2020 года в городе Кишинёв, республики Молдова.